# 永定门东街
39°52′23″N 116°24′31″E / 39.8730342°N 116.4087491°E
永定门东街是位于北京市东城区西南部的一条道路。

## 简介
永定门东街东起天坛东路，西到永定门内大街。因位于永定门以东而得名。此地原来是永定门东墙根和天坛南坛墙的一部分，人烟极为稀少，环境荒僻。1950年代末至1960年代初，沿着护城河修建了马路。1977年定名“永定门东街”。
过去永定门东街沿途有北京职业介绍中心、北京市体育局等单位，如今沿途单位已经变化很大。